# Mega Man X8
Mega Man X8 (Rockman X8 au Japon) est un jeu d'action-plates-formes développé par Capcom Production Studio 1 et édité par Capcom sur PlayStation 2 et PC (Windows). C'est le huitième et dernier volet de la série Mega Man X. Le jeu est réédité en décembre 2015 sur le PlayStation Network, jouable sur PlayStation 3, PlayStation Portable et PlayStation Vita. Le jeu est inclus dans la compilation Mega Man X Collection sortie à l'été 2018 sur PlayStation 4, Xbox One, Nintendo Switch et PC,,,,,.

## Trame
Mega Man X8 comporte de nouveaux personnages. Lumine est le superviseur en chef des travaux de construction de l'ascenseur orbital Jakob. C'est un Réploïde nouvelle génération. Layer est une nouvelle recrue des chasseurs et une navigatrice spécialisée dans l'analyse des Mavericks. Palette est une nouvelle recrue des chasseurs et une navigatrice spécialisée dans la recherche d'objets, de capsules et autres secrets des niveaux. Elle est également à la tête du laboratoire R et D.